# Ogilvie Glacier
Ogilvie Glacier är en glaciär i Kanada.   Den ligger i territoriet Yukon, i den västra delen av landet, 4 500 km väster om huvudstaden Ottawa. Ogilvie Glacier ligger 1 822 meter över havet.
Terrängen runt Ogilvie Glacier är bergig åt sydväst, men åt nordost är den kuperad. Ogilvie Glacier ligger nere i en dal. Trakten runt Ogilvie Glacier är nära nog obefolkad, med mindre än två invånare per kvadratkilometer.. Det finns inga samhällen i närheten.
Trakten runt Ogilvie Glacier är permanent täckt av is och snö.